# Komitee für Frieden, Abrüstung und Zusammenarbeit
Das Komitee für Frieden, Abrüstung und Zusammenarbeit (KOFAZ) war eine Organisation der deutschen Friedensbewegung. Es wurde am 7. Dezember 1974 im Rahmen des  „Kongresses für Frieden, Abrüstung und Zusammenarbeit“ in Bonn-Bad Godesberg gegründet. Helge Heidemeyer schreibt, der Kongress sei „unter der Leitung führender DKP-Kader“ einberufen worden.
Das KOFAZ hatte die Rechtsform eines nicht eingetragenen Vereins. Sein wichtigstes Gremium war das „Büro des KOFAZ“, das unter der Adresse des „maßgeblich von der DDR finanzierten Pahl-Rugenstein Verlags in Köln“ zu erreichen war. Die beiden führenden Mitglieder des Komitees waren  Joachim Maske (ein Lektor des Verlags) und Gunnar Matthiessen. Beide waren getarnt für die SED tätig und von dort finanziert. Weitere Komiteemitglieder waren u. a. Martin Niemöller, Konrad Lübbert (ein evangelischer Pfarrer), Horst Trapp (aus dem Vorstand der Deutschen Friedens-Union), Mechtild Jansen und Gerhard Kade, der ein Informant der Stasi aus Ostberlin war.
Kritik am KOFAZ wurde immer wieder laut, weil es deutliche Verbindungen zu westdeutschen und ostdeutschen Kommunisten unterhielt. Eine Tätigkeit für das KOFAZ ahndete die SPD zeitweilig mit Parteiausschluss. Das KOFAZ spielte eine große Rolle bei der Kampagne gegen den NATO-Doppelbeschluss Anfang der 1980er Jahre.